# Adelheid von Kiew
Adelheid (* 1067/70; † 20. Juli 1109 in Kiew) (auch bzw. eigentl. Jewpraksija, Eupraxia, Praxedis) war nach dem Tod ihres ersten Gatten, Graf Heinrich III. von Stade, seit 1089 die zweite Ehefrau Kaiser Heinrichs IV. Sie war die Tochter des Großfürsten Wsewolod I. von Kiew. Die Ehe mit Heinrich wurde 1095 geschieden.

## Leben
Jewpraksija wurde nach 1067 als Tochter des Großfürsten Wsewolod I. von Kiew und dessen zweiter Ehefrau Anna, der Tochter eines Chans der Polowzer, geboren. Zu ihrer ersten Hochzeit mit Graf Heinrich von Stade aus dem Adelsgeschlecht der Udonen soll sie mit einer prunkvollen Kamelkarawane ins Stammesherzogtum Sachsen, das nicht mit dem heutigen Bundesland Sachsen verwechselt werden darf, gekommen sein, mit reichen Kleidern, Kostbarkeiten und unzähligen Schätzen im Gepäck.
Nach dem Tod Graf Heinrichs 1087 verliebte sich Kaiser Heinrich IV. in die den Quellen zufolge ungewöhnlich attraktive Frau und umworbene Witwe. 1088 fand die Verlobung, am 14. August 1089 in Köln ihre Hochzeit statt, der unmittelbar die Krönung Adelheids, wie sie sich nach dem Übertritt zum Katholizismus nannte, folgte.
Diese Ehe stand aber unter keinem guten Stern und scheiterte völlig. Heinrich warf seiner Frau Untreue vor (angeblich soll sie sogar ihren Stiefsohn Konrad verführt haben) und hielt sie in Verona unter Bewachung. Von dort konnte sie aber Anfang des Jahres 1094 zu Mathilde von Tuszien fliehen und tat sich von nun an mit „schmutzigen Details“ aus ihrem Eheleben hervor.
Noch 1094 beschäftigte sich zunächst eine Synode in Konstanz mit den Vorwürfen, ehe sich Adelheid persönlich 1095 auf der Synode von Piacenza einfand und vor Papst Urban II. und der Versammlung die unerhörten sexuellen Ausschweifungen, die ihr Mann von ihr verlangt hatte, bild- und wortreich darstellte. Der Wahrheitsgehalt dieser Anschuldigungen wird sich wohl nicht mehr erweisen lassen. Da Urban II. nach dem Investiturstreit zu Heinrichs IV. Gegnern zählte und dessen Gegenpapst Clemens III. verdrängt hatte, ist aber davon auszugehen, dass diese Berichte in erster Linie der päpstlichen Seite als Propagandamaterial willkommen waren, als solche wurden sie nämlich anschließend bei jeder sich bietenden Gelegenheit ausgenutzt.
Althoff nimmt an, dass die Ehe von Adelheid/Praxedis mit Heinrich IV. möglicherweise einen Friedensschluss Kaiser Heinrichs mit seinen Feinden, den Sachsen, bekräftigen sollte. Damit wäre ihre Rolle als Gemahlin analog der Rolle von Geiseln zu sehen, wie sie in dieser Zeit zur Bekräftigung und Absicherung von Bündnissen regelmäßig zu stellen waren. Nach den Quellen soll der Kaiser befohlen haben, dass man die Königin vergewaltigte. Althoff schlägt vor, diese Vergewaltigung als Entehrung analog einer Bestrafung oder sogar Tötung einer Geisel nach einem Treuebruch zu interpretieren.
Adelheid verließ, nachdem der Papst sie von der Buße, die ihr hätte auferlegt werden sollen, befreit hatte, die Bühne der Weltgeschichte. Sie ist über Ungarn nach Kiew zurückgekehrt, wo sie Nonne im Kiewer Höhlenkloster wurde und dort 1109 verstarb. Die Ehe mit Heinrich war 1095 geschieden worden.